# Arsinoitherium
Arsinoitherium este un gen dispărut de mamifere paenungulate aparținând ordinului dispărut Embrithopoda. Este înrudit cu elefanții, sirenienii, hyraxurile și desmostylianii dispăruți. Arsinoitherium erau ierbivore superficial asemănătoare rinocerilor care au trăit în Eocenul târziu și Oligocenul timpuriu din nordul Africii în urmă cu 36 până la 30 de milioane de ani, în zonele pădurilor tropicale și la marginea mlaștinilor cu mangrovă. O specie descrisă în 2004, A. giganteum, a trăit în Etiopia acum aproximativ 27 de milioane de ani.